# 金禹植
金 禹植（キム・ウシク、朝鮮語: 김우식、1886年または1888年2月20日または1889年 - 没年不詳）は、日本統治時代の朝鮮の独立運動家、大韓民国の政治家。制憲韓国国会議員。
本貫は瑞興金氏。漢字表記は金禹埴とも。

## 経歴
慶尚北道（現・大邱広域市）達城郡求智面出身。大邱協成中学校、北京大学卒。1917年に韓国太皇帝因山時特別陪従官を務めた後、儒林団長事件で投獄。光復後は大成会委員長、儒道会慶北本部委員長、韓国民主党達城郡支部首席総務・慶北本部監察委員長・党監察委員長、慶北厚生会達城郡支会長・慶北厚生会副会長を務めた。1948年の初代総選挙では伝道会の候補として、達城郡選挙区から国会議員に当選した。在職中の1949年、成楽緒、郭尚勲らと共に新民会の発足に参加し、農地改革法案が可決された時、儒林所有の郷校の財産・土地を買収しないでほしいという意見を表明した。
朝鮮戦争の際、北朝鮮に拉致された。以後在北平和統一委員会中央委員を務め、1958年以降に老人ホームで監禁生活を送ったた。